# 69式火箭筒
69式40毫米火箭筒（中國爱好者间简称为“40火”或者“新40火（相对于56式火箭筒）”）是中国北方工业公司仿製的RPG-7火箭筒，在1970年初服役。

## 歷史
中國在1950年初便取得RPG-2 40毫米反坦克火箭筒，及在1957年開始仿製，定名為56式。
但由於60年代新一代主戰坦克的發展迅速，在珍寶島事件中，56式無法擊毀當時蘇聯新型的T-62主战坦克，使得解放軍洞悉到需要研製新款的單兵反坦克武器，取代56式。
中國對RPG-7的逆向工程始於1960年初，並在1964年向解放軍的高級軍官展示。仿製品69式在1970年中期取得設計認證，並開始在解放軍中服役。

## 設計
作爲RPG-7的仿製品，69式為肩托式，炮口裝填的反坦克及反人員榴彈發射器。
69式可由其40毫米炮管發射多種具穩定尾翼，超出炮口直徑的榴彈，配有光學及紅外線（可選）瞄準鏡。

### 彈藥

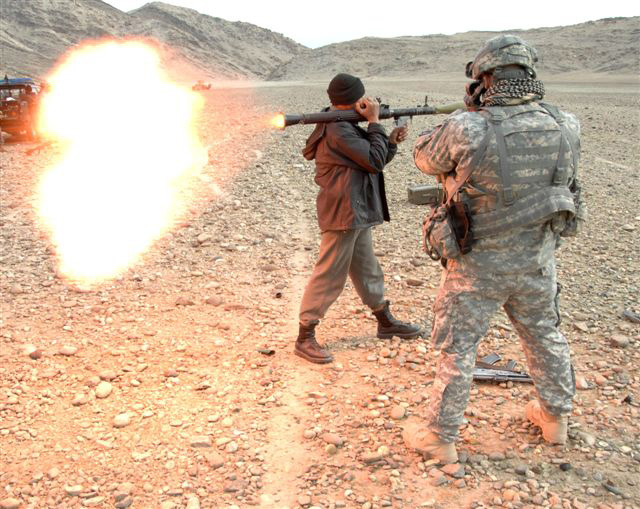
阿富汗警察在美军指导下使用69式火箭筒

雖然自1970年代初推出以來，設計上都沒有重大的改進，但仍然可以使用其間發展出的大量新型榴彈，包括：
| 名稱                      | 炸藥種類           | 重量    | 直徑   | 有效射程    | 貫穿力（均質鋼） | 對人殺傷範圍 | 備註 |
| ------------------------- | ------------------ | ------- | ------ | ----------- | ---------------- | ------------ | --- |
| 69式                      | 錐形裝藥           | 2.2公斤 | 85毫米 | 300米       | 110毫米（65º）   | -            | 與69式在解放軍中一起服役的榴彈基礎榴彈，已退役。                                                                       |
| 69-1式                    | 錐形裝藥           | 2.2公斤 | 85毫米 | 300米       | 150毫米（65º）   | -            | 1980年代由解放軍研製的標準反坦克榴彈。中空的彈頭增加其穿甲的能力。                                                     |
| 69-2式                    | 錐形裝藥           | 2.9公斤 | 94毫米 | 200米       | 180毫米（65º）   | -            | 與69-1式高爆反坦克榴彈一樣，除了它被改良以針對裝備了反坦克導彈現代化裝甲車輛。但是有效射程降低。                       |
| 69-3式                    | 錐形裝藥           | 2.3公斤 | 94毫米 | 290米       | 180毫米（65º）   | -            | 與69-2式高爆反坦克榴彈一樣，改良的範圍包括增加射程和進一步增強穿甲能力。                                               |
| 84式                      | 錐形裝藥           | 1.8公斤 | 85毫米 | 350米       | 180毫米（65º）   | -            | 在1980年代生產，較輕，聲稱飛行時不會受側風影響，適合遠距離攻擊。                                                       |
| 84-1式反人員高爆燃燒榴彈  | 高爆燃燒榴彈       | 2.7公斤 | 92毫米 | 1,800米     | 150毫米（60º）   | 20米         | 用於反人員和反坦克的戰鬥中。當中包含1,500塊預製碎片，擴散半徑達20米。                                                  |
| 84-2式                    | 反人員高爆燃燒榴彈 | 2.7公斤 | 76毫米 | 1,500米     | -                | 15m          | 專為山地和森林作戰環境設計，內裝的900顆鋼珠和2000-3000顆粒狀燃燒劑會在爆炸時擴散，擴散半徑超過15米。                   |
| 69-1F式空炸反人員高爆榴彈 | 榴彈               | 2.1公斤 | 75毫米 | 1,500米     | -                | 15～20米     | 主要用來攻擊有生人員目標。當榴彈撞擊地面時，它會在2米高範圍空爆，彈出大約800顆反人員鋼珠，可做成達半径15米的死亡範圍。 |
| 縱列彈頭反戰車榴彈        | 前後縱列雙錐形裝藥 | -       | -      | -           | -                | -            | 預計在90年代中使用，用以射穿反應裝甲。只能破壞輕型載具，例如：装甲运兵车、裝甲戰鬥車等等。                             |
| 照明彈                    | -                  | -       | -      | 600-1,500米 | -                | -            | 配備迷你降落伞，令其使用時能懸浮空中。如果使用了抑制圈，它的有效範圍有600米，沒有使用則有1,500米。                     |

## 衍生型

### 69式-I
砲管被改短。不使用時可以把整枝火箭筒摺好，以方便移動。

## 采用
69式火箭筒是解放軍普遍使用的反坦克武器。在1979年的中越战争，69式的效能受到軍隊的高度讚揚。
然而，為了更符合現代戰爭的需要，69式火箭筒的生產在80年代中期停止，新型的火箭推進榴彈已經在1980—1990年代開發完成。　
69式在解放軍的角色，由PF-89 80毫米反坦克榴彈發射器、QLZ87 35毫米自動榴彈發射器、FHJ-84 62毫米雙管火箭發射器逐漸取代；而改進型版本69式-I仍在量產中。
除了裝備在解放軍外，69式被輸出到許多亞非國家，包括阿富汗游擊隊等多個武裝組織也有採用。

## 使用國
- 阿富汗
- 阿尔巴尼亚
- 阿尔及利亚
- [3]
- 柬埔寨
- 中华人民共和国
- 刚果民主共和国[4]
- 爱沙尼亚[5]
- 印度尼西亞
- 伊朗
- 伊拉克
- 科索沃
- 拉脫維亞
- 利比亞
- 立陶宛
- 馬爾他
- 摩洛哥
- 緬甸
- 巴基斯坦[6][7]
- 菲律賓
- 羅馬尼亞
- 南蘇丹
- 斯里蘭卡
- 泰國
- 乌克兰
- 越南
- 辛巴威

## 相关作品
- 《國產凌凌漆》：李力持所饰演的死刑犯在刑场上以絕頂輕功逃走，但在空中被69式火箭筒炸散。
- 《魔鬼終結者3》：主角T-850在車內單手向T-X發射的RPG其實就是69式火箭筒。
- 《战狼2》：广泛地由非洲某国政府军与红巾军所使用，也在工厂内由冷锋（吴京饰）、何建国（吴刚饰）与卓亦凡（张翰饰）所缴获使用。

## 外部連結
- . 网易军事. 2009-07-24  [2018-06-04]. （原始内容存档于2019-02-15）.
- 《经济半小时》 20171122 走出国门的“中国神器”：民营军工 稳中求胜 | CCTV（页面存档备份，存于）于YouTube
- Sino Defence's Type 69